# Provincia Piacenza
Piacenza este o provincie în regiunea Emilia-Romagna în Italia.